# Baranie (Białoruś)
Baranie (biał. Барані, Barani; ros. Барани, Barani) – wieś na Białorusi, w obwodzie grodzieńskim, w rejonie ostrowieckim, w sielsowiecie Ryteń.

## Warunki naturalne
Wieś położona jest wśród lasów, w pobliżu jeziora Barańskiego i rzeki Klewel. Z trzech stron graniczy z Rezerwatem Krajobrazowym Jeziora Soroczańskie.

## Historia
W XIX i w początkach XX w. dwie wsie położone w Rosji, w guberni wileńskiej, w powiecie zawilejskim/święciańskim, w gminie Aleksandrowo. Po I wojnie światowej pod administracją polską, w Zarządzie Cywilnym Ziem Wschodnich. W latach 1920–1922 w składzie Litwy Środkowej.
Od 11 kwietnia 1922 leżały w Polsce, w województwie wileńskim, w powiecie święciańskim, w gminie Aleksandrowo/Żukojnie.
Po II wojnie światowej w granicach Związku Sowieckiego. Od 1991 w niepodległej Białorusi.

## Ludzie związani z miejscowością
- Albin Stepowicz – białoruski działacz narodowy, publicysta i polityk, poseł na Sejm RP; urodzony w Baraniach
- Kazimir Swajak (wł. Kastanty Stepowicz) – białoruski działacz narodowy, ksiądz rzymskokatolicki i poeta; urodzony w Baraniach